# أمادو أغيري سانتياغو
أمادو أغيري سانتياغو (بالإسبانية: Amado Aguirre Santiago)‏ هو دبلوماسي مكسيكي، ولد في 8 فبراير 1863 في San Sebastián del Oeste ‏ في المكسيك، وتوفي في 13 نوفمبر 1949 في مدينة مكسيكو في المكسيك.